# Robert Kjellin
Lennart Robert Kjellin, född 11 mars 1973 i Längbro församling, Örebro, är en svensk före detta fotbollsspelare. 
Kjellins moderklubb är Rynninge IK, där han spelade fram till 1987 då han gick till Örebro SK. Därefter blev det spel för BK Forward innan han gick till bulgariska Slavija Sofia och senare i finländska FC Lahti.
2001 gick han till Malmö FF, där han spelade åtta matcher i Allsvenskan 2001. 2004 spelade han för norska Jotun Årdalstangen FK. 2005 gick han till IFK Malmö, där han under säsongen 2006 gjorde sju mål, vilket hjälpte klubben till serieseger i division 2. Kjellin spelade 23 matcher för Bunkeflo IF i Superettan 2007. 
I januari 2008 valde Kjellin att avsluta sin karriär på elitnivå och varva ner i BK Näset i division 4. Det blev dock endast spel i Näset under vårsäsongen och i juli 2008 blev det klart att han återvände till sin gamla klubb IFK Malmö.
Han avslutade sin karriär hösten 2009 men gjorde i september 2010 comeback i IFK Malmö. Ett år senare, september 2011, gjorde han återigen comeback för IFK Malmö.
Han blev i mars 2012 invald i IFK Malmös styrelse.

### Webbkällor
- Robert Kjellin på Svenska Fotbollförbundets webbplats
- Robert Kjellins karriär